# Aspire Dome
L'Aspire Dome è un impianto sportivo coperto situato nella città di Doha, in Qatar, all'interno del complesso sportivo Aspire Zone.

## Storia
La capienza dell'arena, inaugurata nel 2005, è di 15 000 spettatori. Essa ospita manifestazioni sportive indoor di pallacanestro, pallavolo e atletica leggera, e ospita anche concerti. L'edificio è stato progettato dall'architetto francese Roger Taillibert. Ha ospitato alcuni eventi indoor per i Giochi asiatici 2006 ed è stato la sede dei Campionati del mondo di atletica leggera indoor 2010.